# 국가인민당
국가인민당(영어: National People's Party)은 인도의 중도 정당이다. 다만 정치적인 영향력은 주로 메갈라야주에 집중되어 있으며, P. A. 상마가 2013년에 1월에 국가회의당에서 퇴출된 이후에 창당하였다. 2019년 인도 총선에서 원내 정당으로 떠올랐으며, 이는 인도 북동부에 기반을 둔 정당으로는 처음이다. 

## 총선
| 연도 | 선거                   | 주                | 의석 수 | 의석 정원 |
| 2014 | 로크 사바(인도의 하원) | 메갈라야          | 1       | 2         |
| 2017 | 주 의회                | 마니푸르          | 4       | 60        |
| 2018 | 주 의회                | 메갈라야          | 20      | 60        |
| 2018 | 주 의회                | 나갈랜드          | 2       | 60        |
| 2019 | 주 의회                | 아루나찰 프라데시 | 5       | 60        |
| 2019 | 로크 사바              | 메갈라야          | 1       | 2         |

## 같이 보기
- 인도의 정당